# Tiago Rocha
Tiago André Alves Rocha (* 17. Oktober 1985 in São Paio de Oleiros) ist ein portugiesischer Handballspieler.

## Karriere
Der 1,96 m große und 104 kg schwere Kreisläufer spielte ab 2004 für den FC Porto in der portugiesischen Andebol 1. Mit dem Rekordmeister gewann er 2009, 2010, 2011, 2012, 2013 und 2014 die Meisterschaft sowie 2006 und 2007 den Pokal. International lief er im EHF-Pokal 2004/05, 2009/10, 2010/11 und 2011/12, im EHF Europa Pokal 2012/13 sowie in der EHF Champions League 2013/14 auf. Im Sommer 2014 wechselte er zum polnischen Vizemeister Wisła Płock. Zur Saison 2017/18 wechselte er zu Sporting Lissabon. Mit Sporting gewann er 2018 die portugiesische Meisterschaft. Im Sommer 2021 schloss sich Rocha dem französischen Erstligaaufsteiger Grand Nancy Métropole Handball an. Zur Saison 2022/23 wechselte er zum Ligakonkurrenten Cesson-Rennes Métropole HB. Seit dem Sommer 2023 steht er bei Tremblay-en-France Handball unter Vertrag.
Für die portugiesische Nationalmannschaft bestritt Tiago Rocha bisher 136 Länderspiele.